# Max Palevsky
Max Palevsky (24 juli 1924 - 5 maj 2010) var en amerikansk konstsamlare, riskkapitalist, filantrop och pionjär.

## Filmografi
- 1999 – Endurance